# Crepis bupleurifolia
Crepis bupleurifolia là một loài thực vật có hoa trong họ Cúc. Loài này được (Boiss. & Kotschy) Freyn & Sint. ex Freyn & Sint. mô tả khoa học đầu tiên năm 1892.